# Zatoka Jenisejska
Zatoka Jenisejska (ros. Енисейский залив, Jenisiejskij zaliw) – zatoka Morza Karskiego, u ujścia rzeki Jenisej, na Syberii. Zatoka wcina się na 225 km w ląd. U wejścia do zatoki jej szerokość wynosi 150 km, głębokość maksymalna to 20 m. Główne porty to Dikson, Karauł.